# Fausto Dávila
Fausto Domingo Dávila Bonilla (1858, Santa Bárbara - Tegucigalpa, 28 de noviembre de 1928) fue un abogado, político y militar hondureño que fue presidente del Congreso Nacional de Honduras desde 1904 hasta 1906, y luego fue presidente provisional de Honduras.

## Vida
Fausto Dávila Bonilla nació en Santa Bárbara en 1858 y falleció el 28 de noviembre de 1928. Realizó sus estudios en la Universidad Nacional de Honduras obteniendo el título de Licenciado en Derecho y posteriormente el de Abogado. Fue presidente de Honduras entre 27 al 31 de marzo de 1924.
El abogado Fausto Dávila era hermanastro del Presidente Miguel Rafael Dávila Cuéllar.
Su vida política se inicia en 1882 a 1883, cuando es nombrado Secretario General de la Universidad Nacional de Honduras (hoy UNAH); seguidamente entre los años 1904 a 1906 es nombrado Presidente del Congreso Nacional de Honduras y en el mismo 1906 es electo Diputado y miembro del parlamento hondureño, representante del departamento de Santa Bárbara, en la administración del Presidente Francisco Bertrand Barahona. Entre el 21 de febrero al 15 de marzo de 1911 fue nominado representante del general Manuel Bonilla en las negociaciones realizadas en Puerto Cortés, a bordo del USS Tacoma
, en dichas conversaciones se convino que el entonces presidente Miguel Rafael Dávila Cuéllar y su vicepresidente el general de brigada Dionisio Gutiérrez abandonaran la administración del país y en su lugar se proponía al doctor Francisco Bertrand Barahona; en el mismo año 1911 a 1912, Dávila fue nombrado Ministro de Relaciones Exteriores, dentro de la presidencia de Miguel Paz Barahona.
Para 1915 se trasladó al Segundo Congreso Científico Panamericano, en la ciudad de Washington D. C., Estados Unidos de América, junto a notables hondureños como: el doctor Rómulo Ernesto Durón, al licenciado Luis Landa Escober, Carlos Alberto Uclés, Pedro P. Amaya, Carlos Lagos, 
En 1924, el proclamado dictador Rafael López Gutiérrez fue retirado de su cargo mediante la "Revolución Reivindicatoria" lanzada por general Tiburcio Carias Andino, general Vicente Tosta Carrasco, general Gregorio Ferrera y otros generales más. López, se apartó de la administración y lo tomó provisionalmente un concejo de Ministros encabezado por el doctor Francisco Bueso Cuéllar, seguidamente lo sucedió Fausto Dávila, en una fugaz administración, paralela a la declarada por el Jefe de la Revolución el doctor y general Tiburcio Carias Andino, quien ocuparía un pequeño lapso de tiempo el gobierno, siendo su sucesor, más tarde, el general Vicente Tosta carrasco, designado dentro de las negociaciones sucedidas en el crucero USS Denver.
En 1928, Fausto Dávila y Mariano Vásquez fueron seleccionados para representar a Honduras en la VI Conferencia Internacional celebrada en La Habana, Cuba. Dávila, de ideologías conservadoras favoreció en gran medida a la Internacional Bananera United Fruit Company.